# Lepturges virgulti
Lepturges virgulti là một loài bọ cánh cứng trong họ Cerambycidae.